# Волоты (Смоленский район)
Волоты — деревня в Смоленском районе Смоленской области России. Входит в состав Вязгинского сельского поселения. По состоянию на 2007 год постоянного населения не имеет. 
Расположена в западной части области в 26 км к северу от Смоленска, в 19 км севернее автодороги М1 «Беларусь», на берегу реки Жереспея. В 26 км южнее деревни расположена железнодорожная станция Красный Бор на линии Москва — Минск.
В XIX веке деревня принадлежала поручику Ивану Семёновичу Лесли, бывшему предводителю дворянства Мосальского уезда Калужской губернии, в отставке много лет жившему в соседнем сельце Самолюбове, затем его дочери княгине Александре Ивановне Друцкой-Соколинской.

## История
В годы Великой Отечественной войны деревня была оккупирована гитлеровскими войсками в июле 1941 года, освобождена в сентябре 1943 года. 